# Dia Internacional de Combate à Islamofobia
O Dia Internacional de Combate à Islamofobia é uma comemoração internacional designada pela Organização das Nações Unidas em 2022, ocorrendo em 15 de março de cada ano em 140 países em todo o mundo. A data, 15 de março, foi escolhida por ser o aniversário dos tiroteios na mesquita de Christchurch, em que 51 pessoas foram mortas durante a oração de sexta-feira.

## Histórico
O Islã é a segunda maior religião do mundo depois do cristianismo, com 1,9 bilhão de seguidores, que representam 24,9% da população mundial. A islamofobia é a aversão ou o medo irracional e o preconceito contra os muçulmanos ou o Islã.
Ao longo da história, muitos incidentes de limpeza étnica de muçulmanos foram relatados em todo o mundo, principalmente o genocídio circassiano, o massacre de Srebrenica, o massacre de Sabra e Chatila e os genocídios ruainga e uigur em andamento. A islamofobia aumentou após os Ataques de 11 de setembro de 2001, que causaram grande angústia aos muçulmanos na Europa e nos Estados Unidos.
Em 2020, ao abordar o debate geral da 75.ª sessão da Assembleia Geral das Nações Unidas, o ex-primeiro-ministro do Paquistão, Imran Khan, sugeriu pela primeira vez um dia internacional para combater a islamofobia[8]
Reconhecimento oficial
Em 15 de março de 2022, a Assembleia Geral das Nações Unidas adotou uma resolução por consenso apresentada por Munir Akram, Representante Permanente do Paquistão na ONU, em nome da Organização de Cooperação Islâmica, que proclamou o dia 15 de março como “Dia Internacional de Combate à Islamofobia”.

## Reconhecimento oficial
Em 15 de março de 2022, a Assembleia Geral das Nações Unidas adotou uma resolução por consenso apresentada por Munir Akram, Representante Permanente do Paquistão na ONU, em nome da Organização para a Cooperação Islâmica, que proclamou o dia 15 de março como o “Dia Internacional de Combate à Islamofobia”.